# Carretera Briñas-Logroño
La carretera que une Logroño con Briñas por la Rioja Alavesa y la Sonsierra recibe la denominación  LR-124  en La Rioja y  A-124  en Álava. No obstante, hasta 2011 los tramos riojanos pertenecieron a la Red de Carreteras del Estado con el nombre  N-232a .
Ello es debido a que tradicionalmente ésta ha sido la ruta que unía Logroño con Vitoria, sea por Labastida y Zambrana (vía  N-I ), sea por Peñacerrada por la  A-2124 , por lo que se consideraba un ramal de la  N-232  hacia la capital alavesa. De hecho, tal como recoge el Plan de Obras Públicas de 1940 (Plan Peña), el itinerario original de la  N-232  era el que cubre esta vía y era en Briñas donde se bifurcaba para continuar hacia Vitoria por la que hoy es la  N-124  o hacia Pancorbo y Santander por Haro y Casalarreina. Hoy, sin embargo, es una carretera de tráfico exclusivamente comarcal.
Comienza en el barrio de El Campillo, al norte de Logroño, y tras discurrir por Laguardia, Samaniego, Ábalos, Labastida y Briñas, finaliza en el enlace con la  N-124  al oeste de esta última localidad.

## Trazado
| Velocidad | Esquema | Carretera que enlaza                                                      |
| --------- | ------- | ------------------------------------------------------------------------- |
|           |         | N-124 Haro - Miranda de Ebro - Vitoria                                    |
|           |         | Briñas                                                                    |
|           |         |                                                                           |
|           |         | Labastida A-3202 Haro - Rivas de Tereso - Peñacerrada                     |
|           |         |                                                                           |
|           |         | LR-210 San Vicente de la Sonsierra - Briones LR-317 Rivas de Tereso       |
|           |         | LR-424 Peciña                                                             |
|           |         | Ábalos LR-319 Baños de Ebro - Torremontalbo                               |
|           |         |                                                                           |
|           |         | Samaniego A-3214 Villabuena de Álava - Baños de Ebro - Elciego            |
|           |         | A-2124 Peñacerrada - Vitoria A-3212 Leza - Navaridas - Elciego - Cenicero |
|           |         | Hospital de Leza                                                          |
|           |         | Leza                                                                      |
|           |         | A-4201 Páganos                                                            |
|           |         | Laguardia A-3228 Elvillar - Cripán - Meano                                |
|           |         | Laguardia A-4207 Navaridas                                                |
|           |         | A-3210 Elciego - Cenicero A-3216 Lapuebla de Labarca - Fuenmayor          |
|           |         | A-4201 Lapuebla de Labarca A-3218 El Campillar - Elvillar                 |
|           |         | Assa A-4207 Lanciego - Viñaspre - Cripán                                  |
|           |         | A-4203 Laserna                                                            |
|           |         | A-3226 Pol. El Carrascal - Oyón                                           |
|           |         | Polígono Casablanca                                                       |
|           |         |                                                                           |
|           |         | Logroño                                                                   |